# Розанов, Николай Петрович (богослов)
Никола́й Петро́вич Роза́нов (25 февраля 1857, Москва — 1941, Москва) — российский, советский учёный-богослов, краевед, преподаватель, писатель

.

## Биография
Родился в семье диакона.
Окончил Заиконоспасское духовное училище, Московскую духовную семинарию (1876) и Московскую духовную академию (1880), магистр богословия (1881).
Посвящён в стихарь (1875). Обвенчан с дочерью священника Марией Николаевной, дочь Ольга.
Преподаватель латинского (1880) и французского (1882) языков в Тверской духовной семинарии, помощник секретаря Тверского благотворительного общества «Доброхотная копейка» (1880), титулярный советник (1881).
Преподаватель Священного Писания (1883) и еврейского языка (1884), член педагогических (1899) и распорядительных (1900) собраний правления Московской духовной семинарии.
Коллежский асессор (1884), надворный советник (1888).
Заведующий библиотекой (1890—1893) и секретарь (1895) Общества любителей духовного просвещения. Издавал журнал «Воскресные беседы», состоял помощником редактора журнала «В борьбе за трезвость» Московского столичного попечительства о народной трезвости.
Коллежский советник (1892), статский советник (1896).
Член комиссии при Синодальной типографии по переводу житий святых на русский язык (1901), председатель исполкома Союза педагогических корпораций духовно-учебных заведений Московской епархии (1917).
Награждён орденами св. Станислава III (1887) и II (1896) степени, св. Анны III (1892) и II (1902) степени, св. Владимира IV степени (1908).
Делопроизводитель V и XIX Отделов Поместного Собора Православной Российской Церкви.
С июля 1918 года помощник делопроизводителя, с ноября делопроизводитель 2-го разряда, с декабря помощник секретаря и с марта 1919 года секретарь Финансового отдела Народного комиссариата просвещения РСФСР, затем преподаватель политграмоты и обществоведения в трудовой школе, сотрудник Московского отдела народного образования.
В начале 1920-х годов заведующий Курсами им. К. Либкнехта, уволен в ходе чистки кадров.
С 1927 года сотрудник общества «Старая Москва» и Общества изучения Московской губ.
Жил в Москве (Божедомский переулок, дом 1, квартира 28).
Похоронен на Ваганьковском кладбище (могила не сохранилась).

## Сочинения
- [О московских церквах] // Русские достопамятности. Т. 2. М., 1877.
- Об условиях существования нашей ученой богословской литературы в последнее пятидесятилетие. — М.: тип. Л. Ф. Снегирева, 1879. — 29 с.
- Евсевий Памфил, епископ Кесарии Палестинской (магистерская диссертация). — М., 1880. — 232 с. (2-е изд. — М.: тип. М. Н. Лаврова и К°, 1881. — 220 с.).
- Воскресенский Высокий монастырь в Москве // Русские достопамятности. Т. 4. М., 1883.
- Предварительные сведения о Священном Писании вообще. — М.: тип. Л. Ф. Снегиревой, ценз. 1886. — 8 с.
- Обозрение посланий св. апостолов. — М.: тип. Л. Ф. Снегирева, 1886.
  - Вып. 1: Соборные послания. — 90 с.
  - Вып. 2: Послания св. ап. Павла к римлянам, коринфянам и галатам. — 208 с.
- О разводе : Публ. лекция. — М.: типо-лит. И. Ефимова, 1898. — 41 с. — (Отт. из: Моск. церков. вед. — 1898. — № 49-50).
- Будущность еврейского народа при свете откровения. — М.: изд. редакции, 1901. — 48 с. — (Б-ка «Радости христианина», № 13). — (Отт. из: Радость христианина (журн.). — 1901. — Кн. 1, 2)
- Гоголь, как верный сын церкви. — М.: типо-лит. И. Ефимова, 1902. — 20 с. — (Отт. из: Моск. церк. ведом. — 1902. — № 9).
- О сверхъестественном откровении. — М.: Комис. по устройству общеобразов. чтений для фабр.-зав. рабочих г. Москвы, 1903. — 24 с.
- Социально-экономическая жизнь и Евангелие. — М.: Комис. по устройству общеобразов. чтений для фабр.-зав. рабочих г. Москвы, 1905. — 36 с.
- О новом религиозном сознании : (Мережковский и Бердяев). — М.: Отд. публ. чтений при О-ве любителей духов. просвещения, 1908. — 35 с.
- Памятная книжка при изучении священной истории. — М.: тип. т-ва И. Д. Сытина, 1909. — 75 с.
- Лучи : Новая духовно-нравств. хрестоматия для сред. учеб. заведений. — М.: тип. т-ва И. Д. Сытина, 1910. — 368 с.
  -  — 2-е изд., с изм. и доп. — М.: тип. т-ва И. Д. Сытина, 1915. — 526 с.
- Обет полной трезвости как необходимое условие успеха Общества трезвости. — М.: Моск. епарх. о-во борьбы с нар. пьянством, 1912. — [2], 27-38 с.
- Деятельность духовенства в борьбе с народным пьянством. (Ист. очерк). — М.: Моск. епарх. о-во борьбы с нар. пьянством, 1912. — 57-72, 35-42 с.
- Московские святыни в 1812 году : Очерк. — М., 1912. — 71 с.
- Московский митрополит Платон. (1737—1812 г.). — СПб.: О-во ревнителей рус. ист. просвещения…, 1913. — 99 с.
- Освободительная война. [1914 г.]. — Подольск : тип. Н. А. Тошакова, 1914. — 15 с.
- Розанов Н. П. Пушкинские дома в Москве // А. С. Пушкин в Москве : Сб. статей / С пред. М. А. Цявловского. — М.: тип. изд. Ком. акад., 1930. — 96 с. — 1000 экз. — (Тр. / О-во изуч. Моск. области; Вып. 7)
- Воспоминания старого москвича. — М. : Русскій міръ, 2004. — 431 с. — (Большая Московская Библиотека : БМБ . Мемуары). — (Издательская программа Правительства Москвы). — ISBN 5-89577-063-0
- «Историческая записка о тверской духовной семинарии» (отт. из «Тверских Епархиальных Ведомостей», 1881).
- Религиозные диспуты в Москве в 1923 году // Вестник ПСТГУ. Серия 2: История. История Русской Православной Церкви. — 2006. — № 19. — С. 216—224.

редактор
- Уроки закона божия : Учеб. рук-во для начальных училищ / Сост. под ред. Н. Розанова. — М.: т-во И. Д. Сытина, 1915.
  - [1]. Год первый: Введение; Рассказы из священной истории Ветхого завета; Рассказы из священной истории Нового завета; Научение молитве. — 84 с.
  - [2]. Год второй: Ветхий и Новый завет. — 224 с.
  - [3]. Год третий и четвёртый: Начальные сведения из истории христиан. церкви; Краткий христианский православный катехизис. — 140 с.